# Пертоминское сельское поселение
Пертоминское сельское поселение или муниципальное образование «Пертоминское» — муниципальное образование со статусом сельского поселения в составе Приморского муниципального района Архангельской области России.
Соответствует прежним административно-территориальным единицам в Приморском районе — Пертоминскому сельсовету, Летне-Золотицкому сельсовету и Лопшеньгскому сельсовету.
Административный центр — посёлок Пертоминск. Адрес: 163540, Архангельская область, Приморский район, п. Пертоминск, ул. Беломорская, д. 2.

## География
Пертоминское поселение находится на Летнем берегу Онежского полуострова, на северо-западе Архангельской области. Граничит с Лопшеньгским сельским поселением на западе, Покровским сельским поселением Онежского района на юге и городским округом Северодвинск на востоке.

## История
Муниципальное образование было образовано в 2004 году
В 2015 году в состав Пертоминского сельского поселения были включены населённые пункты двух упразднённых муниципальных образований: Летне-Золотицкого и Лопшеньгского сельских поселений согласно Закону Архангельской области от 28 мая 2015 года № 289-17-ОЗ.
С 1940 года до 1958 года существовал Беломорский район, центром которого в 1943—1958 был Пертоминск.
В историю вошла историческая оборона Пушлахты от интервентов в 1854 году во время Крымской войны.

## Население
| 2007 | 2010 | 2011 | 2012 | 2013 | 2014 | 2015 | 2016 | 2017 |
| ---- | ---- | ---- | ---- | ---- | ---- | ---- | ---- | ---- |
| 550  | ↘406 | ↘405 | ↘384 | ↘366 | ↘358 | ↗363 | ↗796 | ↘767 |
| 2018 | 2019 | 2020 | 2021 | 2023 |      |      |      |      |
| ↘729 | ↘715 | ↘703 | ↘483 | ↘451 |      |      |      |      |

## Состав
В состав Пертоминского сельского поселения входят:
- Красная гора
- Летний Наволок
- Летняя Золотица
- Лопшеньга
- Луда
- Маяк Орловский
- Маяк Унский
- Маяк Чесменский
- Остров Жижгин
- Пертоминск
- Пушлахта
- Уна
- Яреньга

## Комментарии
1. ↑  Согласно доступному тексту первоначальной редакции [2].
2. ↑  Согласно статье 23.1 закона «О статусе и границах муниципальных образований Архангельской области»[1], введённой областным законом от 19 апреля 2007 года № 351-17-ОЗ[5] и исключённой на основании областного закона от 30 сентября 2019 года № 135-10-ОЗ[6] — «наименование муниципального образования определяется в уставе муниципального образования и должно состоять из словосочетания «муниципальное образование» и собственного наименования муниципального образования. При использовании в правовых актах Архангельской области наименований муниципальных образований, предусмотренных главой II настоящего закона, равнозначными считаются:

1) собственное наименование городского округа, городского поселения, сельского поселения со словосочетанием соответственно «городской округ», «городское поселение», «сельское поселение» и собственное наименование городского округа, городского поселения, сельского поселения со словосочетанием «муниципальное образование»;

2) собственное наименование муниципального района со словосочетанием «муниципальное образование» и собственное наименование муниципального района без такового.

3. При использовании наименований городских и сельских поселений обязательно указание собственного наименования муниципального района, на территории которого находится соответствующее поселение.»
3. ↑  Согласно уставу МО «Пертоминское», «Наименование «муниципальное образование «Пертоминское», «Пертоминское муниципальное образование», «Пертоминское сельское поселение», «МО «Пертоминское» в тексте Устава муниципального образования «Пертоминское» и в иных муниципальных правовых актах муниципального образования «Пертоминское» равнозначны».

## Карты
- Топографическая карта Q-37-27_28. (Пертоминск и Красная гора)
- Топографическая карта Q-37-33_34. (Уна и Луда)